# Одинокий мужчина (роман)
«Одинокий мужчина» (англ. A Single Man) — роман 1964 года Кристофера Ишервуда.

## Сюжет
Действие происходит в южной Калифорнии в 1962 году.
В романе описан один день из жизни главного героя Джорджа, гея, преподавателя английского языка, англичанина средних лет.
Много места в романе занимают воспоминания и внутренние монологи героя. Его возлюбленный Джим недавно погиб в автомобильной катастрофе. Родители Джима не позволяют Джорджу присутствовать на похоронах, так как не одобряли гомосексуальности сына. Джордж — аккуратный человек, организованный в мыслях и поступках. Он тщательно планирует все свои действия, по-английски педантичен.
На лекции, комментируя кубинский кризис, он говорит своим студентам о некоем страхе, страхе перед другим, косвенно ссылаясь на себя (не упоминая при этом, что именно делает его другим). Он обращается к студентам с просьбой отказаться от страха и быть терпимее по отношению к «неким невидимым меньшинствам». «Страх перед маленькой, но очень опасной страной в Карибском море, страх, который политики используют, как инструмент манипуляции обществом в борьбе за власть, — ненастоящий. Гораздо важней страх стать старым, одиноким и бесполезным», — говорит он им.
Окружённый людьми, Джордж бесконечно одинок. Он знакомится и участвует в интеллектуальных беседах со студентом по имени Кенни, который, кажется, необыкновенно влюблён в своего учителя. Кенни — единственный, кто почувствовал боль и неизгладимую тоску Джорджа. Рядом с пустотой одиночества постепенно появляются проблески надежды.
В конце романа читатель видит пьяного Джорджа в постели. Сознание покидает его.

## Экранизация
В 2009 году вышел одноимённый фильм, сценарий которого является адаптацией романа Кристофера Ишервуда. Автором сценария, режиссёром и продюсером фильма выступил дизайнер одежды Том Форд, причём он сам финансировал создание фильма.

## Персонажи
- Джордж
- Г-н Странк
- Г-жа Странк
- Шарлотт
- Кенни Поттер
- Лоис

## Критика
- «Свидетельством неизменной яркости Ишервуда как писателя» назвал роман Энтони Бёрджесс[1]
- Эдмунд Уайт назвал роман «одним из первых и лучших произведений современного движения за свободу геев»[2].